# Curdos
Os curdos (em curdo: Kurd; em turco: Kürtler), ou povo curdo (em curdo: Gelê Kurd), são um grupo étnico do Médio Oriente com cerca de trinta milhões de indivíduos no mundo; a maioria, cerca de 14 milhões (as estimativas variam), vive no leste da Turquia, numa região frequentemente referida como Curdistão turco. Os demais, cerca de 16 milhões, vivem no Iraque e em partes da Síria e do Irã. Há também comunidades curdas no Líbano, Armênia, Geórgia e, em décadas recentes, em alguns países europeus, como na Alemanha.
Os curdos são cultural e linguisticamente relacionados aos povos iranianos. Em sua maioria, falam o idioma curdo, uma língua indo-europeia do ramo irânico. No entanto, as origens étnicas curdas são ainda indefinidas.

## População

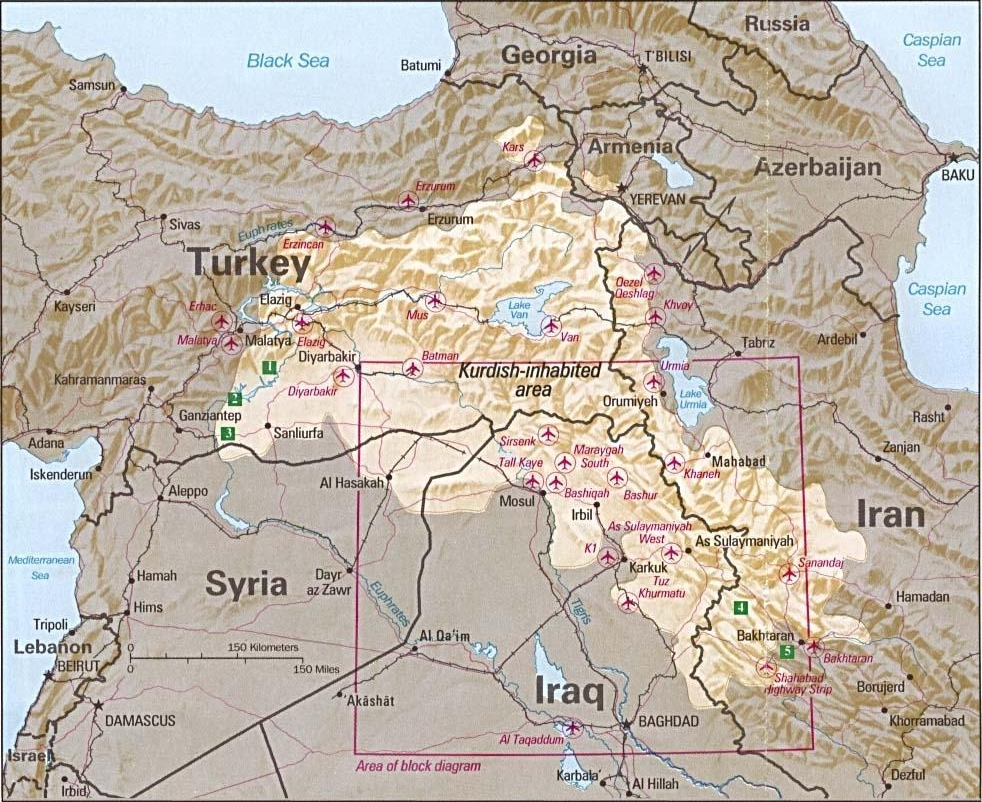
Áreas de falantes da língua curda

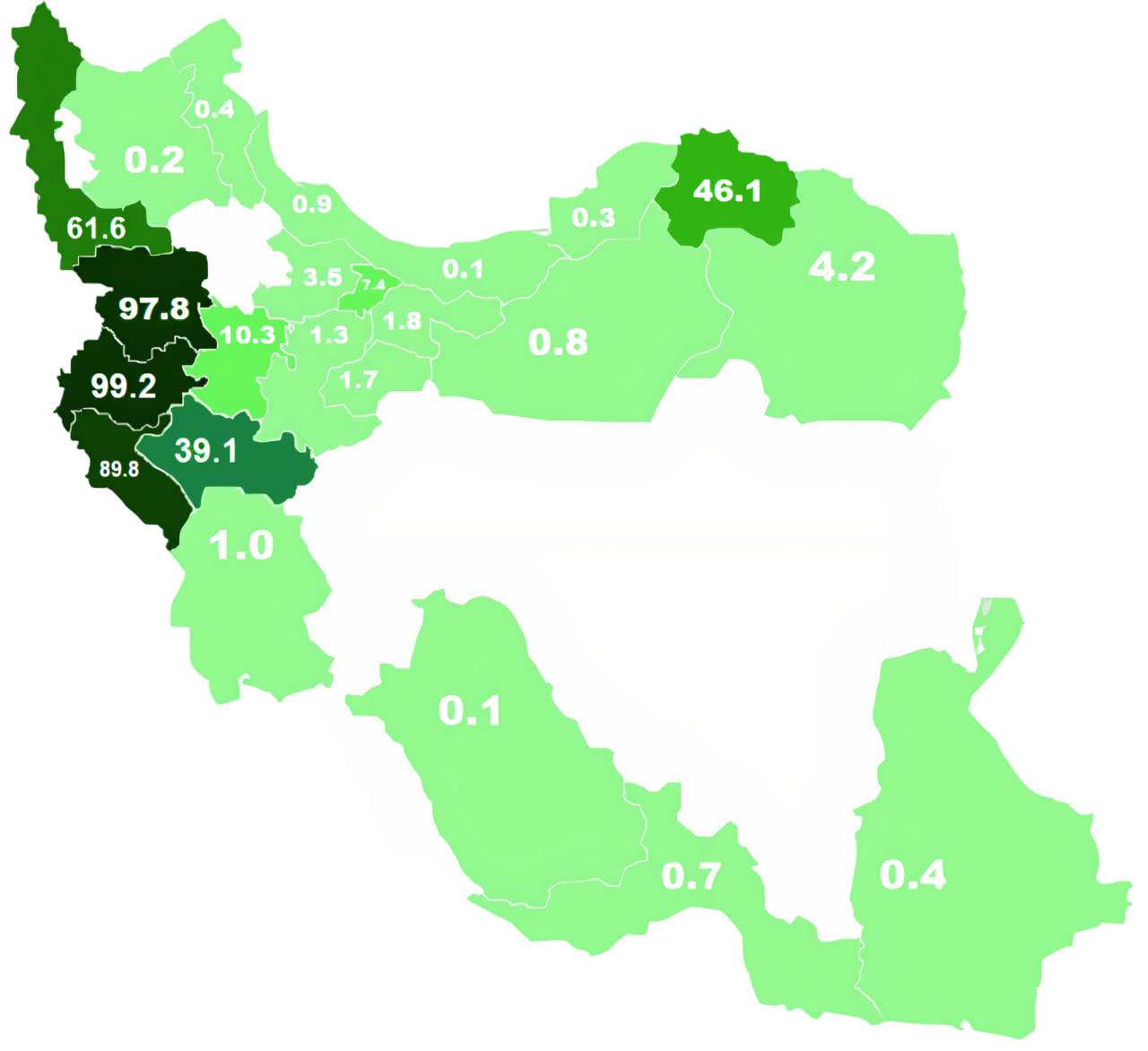
Distribuição da população curda no Irã com base em províncias

O número exato de curdos vivendo no Oriente Médio ainda não se sabe, devido à análise dos recenseamentos recentes e à relutância dos vários governos das regiões habitadas por curdos em fornecer dados importantes.[carece de fontes?]
De acordo com o CIA Factbook, os curdos compreendem 20% da população da Turquia, de 15 a 20% no Iraque, possivelmente 8% na Síria, 7% no Irã e 1,3% na Armênia. Em todos estes países, com exceção do Irã, os curdos são o segundo maior grupo étnico.
Aproximadamente 55% dos curdos no mundo vivem na Turquia, 20% no Irã, 20% no Iraque e um pouco menos de 5% na Síria. Estas estimativas estabelecem o número total de curdos entre 27 e 36 milhões.
Há outras fontes que registram uma população maior de curdos que a que está acima. Além disso, estima-se que os curdos, especialmente na Turquia, têm um índice de natalidade quase 50% mais que os turcos. Devido a isso, eles são vistos como um desafio demográfico para o estado.[carece de fontes?]

### Diáspora curda
De acordo com um relatório do Conselho da Europa, aproximadamente 1,3 milhão de curdos vivem na Europa Ocidental. Os primeiros imigrantes foram os curdos da Turquia, que se estabeleceram na Alemanha, Áustria, países do Benelux, Reino Unido (especialmente em Londres), Suíça e França durante a década de 1960. Períodos sucessivos de conflitos políticos e sociais no Oriente Médio, durante as décadas de 1980 e 1990, causaram novas ondas de refugiados curdos para a Europa, a maioria do Iraque sob Saddam Hussein e do Irã.
Houve também uma imigração significativa de curdos para a América do Norte, principalmente refugiados políticos e imigrantes em busca de oportunidades econômicas. Estima-se que 100 mil curdos vivam nos Estados Unidos e 50 mil no Canadá.[carece de fontes?]

## Origens
Embora os curdos habitem as regiões montanhosas de seu atual território há alguns milênios, sua pré-história é vagamente conhecida, devido à falta de um estudo extensivo. De acordo com a Encyclopaedia Kurdistanica, os curdos são descendentes de todos aqueles que se tenham historicamente fixado no Curdistão, e não de um grupo em particular.
Os hurritas habitaram as regiões do atual Curdistão (na Mesopotâmia e montes Zagros-Tauro) de 4 300 a.C. até 600 a.C. Eles falavam uma língua que pertencia possivelmente à família das línguas caucasianas do nordeste (ou à proposta alarodiana), aparentada ao moderno checheno e ao lezguiano. Os hurritas se espalharam e por fim dominaram territórios significativos fora de sua base nos montes Zagros-Tauro. No entanto, como os curdos, eles não se expandiram muito além das montanhas. À medida que se estabeleciam, os hurritas se dividiam em vários clãs e subgrupos, fundando cidades-estado, reinos e impérios com epônimos dos nomes dos clãs. Esses clãs incluíam os gútios, curti, khadi, muscu, manas, Hati, Mitani, Urartu e os cassitas, entre outros. Todas essas tribos eram parte do grande grupo hurrita, e juntos ajudaram a formar a fase hurrita da história curda.
Do segundo ao primeiro milênio antes de Cristo, um grande número de povos arianos se juntou aos hurritas. Entre as tribos arianas mais importantes que se estabeleceram nas montanhas curdas estavam os medos, os citas e os sármatas. Por volta de 600 a.C., os medos estabeleceram um grande império, que incluiu toda a área do atual Curdistão e outros territórios. Outros reinos conquistaram a região posteriormente, sendo todos de origem ariana-iraniana, assim a população tornou-se iraniana e falante do curdo.
De acordo com Vladimir Minorsky, "não há dúvidas que o termo mar (medos) se refere aos curdos". Além disso, ele escreve que "no raro manuscrito armênio contendo amostras de alfabetos e línguas, escrito em algum momento antes de 1446, uma oração curda aparece como exemplo da língua dos medos".[carece de fontes?]

### Nome
Esta amálgama de povos e tribos continuou a ser conhecida sob um único nome pelos habitantes das terras baixas da Mesopotâmia. Uma das primeiras menções nos registros históricos aparece nos escritos cuneiformes dos sumérios datados de cerca de 3 000 a.C., referindo-se à "terra de Karda" nos montes Zagros-Taurus do norte e nordeste da Mesopotâmia. A região era conhecida como a terra dos "Karda" ou "Qarduchi" e a terra dos "Guti" ou "Gutium". Eram descritos como sendo o mesmo povo apenas diferindo no nome tribal.
Os babilônios chamavam-nos "Gardu" e "Qarda". Na região vizinha da Assíria, eles eram os "Qurti" ou "Guti". Quando os gregos penetraram no território, eles se referiram a esse povo como "Kardukh", "Carduchi", "Gordukh", Kyrti(oi) e os romanos os conheciam como Cyrti. Os armênios os chamavam "Gortukh" ou "Gortai-kh" e os persas os chamavam "Gord" ou "Kord". Em siríaco, hebraico e caldeu eles eram, respectivamente, "Qardu", "Kurdaye" e "Qurdaye". Em aramaico e nestoriano, eram chamados "Qadu".
Assume-se que sua língua original foi influenciada e gradualmente substituída pelo iraniano do noroeste, com a chegada dos medos ao atual Curdistão. Os curdos consideram-se indo-europeus e descendentes dos grupos acima mencionados, em especial os medos.
A primeira menção histórica notável aos curdos, com este nome, foi registrada no Sharafnama (O Livro da Honra) do poeta curdo medieval Sharaf al-Din Bitlisi, em 1597. Escrito por um curdo e sobre o seu próprio povo, o Sharafnama foi responsável por ter colocado a história e cultura curda no mapa.

### Origens genéticas e étnicas
De acordo com a Encyclopædia Britannica, "os persas, curdos e falantes de outras línguas indo-europeias no Irã são descendentes das tribos arianas que começaram a migrar da Ásia Central para o atual Irã no segundo milênio a.C.".[carece de fontes?]
De acordo com a Columbia Encyclopedia, os curdos, assim como outros grupos étnicos migrantes da região, estão "entre os descendentes menos miscigenados dos iranianos originais".[carece de fontes?]
De acordo com a Enciclopédia do Islamismo, a classificação dos curdos como arianos é principalmente baseada em dados linguísticos e históricos e não prejudica o fato de haver uma complexidade de elementos étnicos a eles incorporados.[carece de fontes?]
De acordo com um estudo de 2001 sobre a população turca, os ancestrais dos "curdos, armênios, iranianos, e outros grupos mediterrâneos (orientais e ocidentais) parecem dividir um ancestral comum" e pertenciam a um substrato mediterrâneo antigo, ou seja, a grupos hurritas e hititas e que estes povos não tinham conexão com uma invasão ariana que se supõe ter ocorrido por volta de 1 200 a.C.. "Conclui-se que esta invasão, se ocorreu, teve relativamente poucos invasores em comparação às populações já estabelecidas, como os grupos hititas anatolianos e hurritas (anteriores a 2 000 a.C.). Estes devem ter iniciado as atuais populações curda, turca e armênia". A comparação da distância genética em outro estudo revelou que os povos falantes de línguas turcas e turcomenas na região do mar Cáspio agrupam-se com os curdos, gregos e ossetas. Neste estudo, os falantes de persa são geneticamente afastados destas populações; eles são, todavia, próximos dos parsis que migraram do Irã para a Índia no final do século VII.[carece de fontes?]

## Cultura

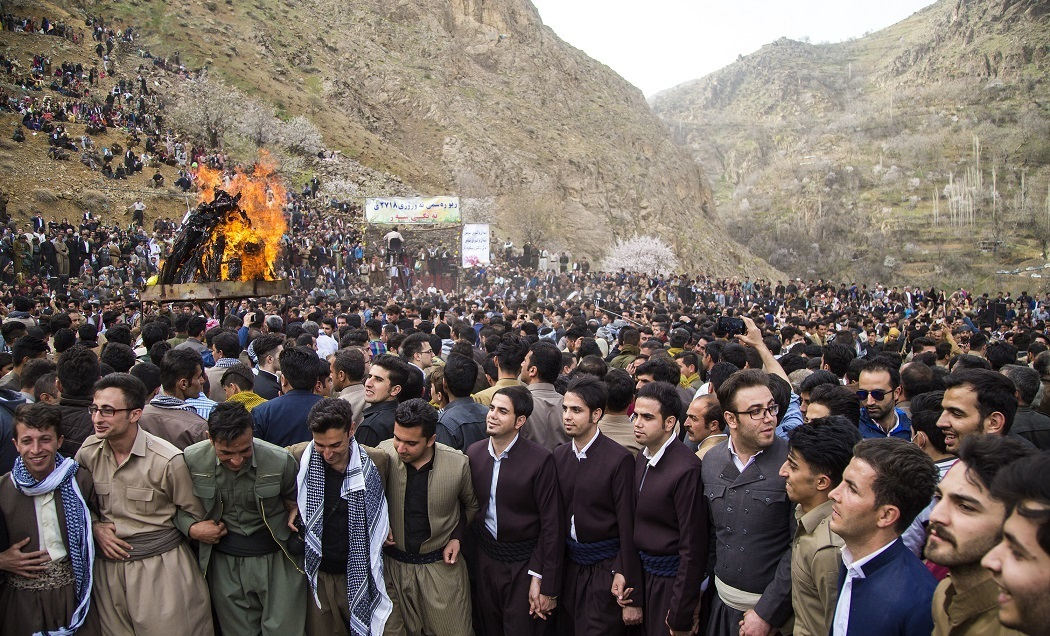
Celebração do Noruz em Tangi Sar (2018)

A cultura curda é o legado de vários povos antigos que moldaram os modernos curdos e sua sociedade, principalmente os hurritas nativos, os iranianos antigos (medos) e os muçulmanos. A cultura é muito próxima da de outros povos iranianos: os curdos, por exemplo, também celebram o Noruz (21 de Março) como Dia de Ano Novo.

### Língua
A língua curda pertence ao subgrupo noroeste das línguas iranianas, que por sua vez pertence ao ramo indo-iraniano da família de línguas indo-europeias. O curdo deve ter evoluído a partir de línguas caucasianas e do aramaico devido a certas peculiaridades que a fazem distinta das outras línguas iranianas. A maioria dos ancestrais dos curdos falava várias línguas da família indo-europeia.[carece de fontes?]
A língua original da região do Curdistão foi o hurrita, uma língua indo-europeia que pertencia à família caucasiana. A antiga língua foi substituída pelo indo-iraniano por volta de 850 a.C. com a chegada dos Medos à região. Todavia, a influência do hurrita no curdo ainda é evidente na sua estrutura gramatical ergativa e nos topônimos.
A maioria dos curdos são multilíngues, falando as línguas dos povos da vizinhança tais como o árabe, o turco e o persa como segunda língua. Os judeus curdos e alguns cristãos curdos (não confundir com os assírios étnicos do Curdistão) habitualmente falam aramaico (por exemplo, lishana deni) como sua primeira língua.

### Música
Tradicionalmente, há três tipos de artistas clássicos curdos: os contadores de histórias (çîrokbêj), os menestréis (stranbêj) e os bardos (dengbêj). Não houve música específica relacionada às cortes principescas curdas, e, em vez disso, a música apresentada em reuniões noturnas (şevbihêrk) é considerada clássica. Várias formas musicais são encontradas neste gênero. Muitas músicas são épicas por natureza, como a popular Lawiks, balada heróica contando histórias de heróis curdos como Saladino. Heyrans são baladas de amor que freqüentemente expressam a melancolia da separação e do amor não conquistado, enquanto Lawje é uma forma de música religiosa e Payizoks são canções apresentadas durante o outono. Canções de amor, música para dançar, para casamentos e outras celebrações (dîlok/narînk), poesia erótica e música a capela são também populares.

### Religião

Celebrações yazidis de ano novo em Lalish em 18 de abril de 2017

O iazdanismo é um grupo de religiões monoteístas praticadas entre os curdos: o alevismo, o iarsanismo e o iazidismo. O principal elemento nas religiões iazdânis é a crença em sete entidades angélicas que protegem o mundo, e por isso estas tradições são chamadas de Culto dos Anjos.
A religião original dos curdos é o iazidismo, religião muito influenciada pelas crenças judaica, zoroastriana, cristã e islâmica. Todavia, há diferenças significativas entre o iazidismo e o Zoroastrismo, como a crença na reencarnação. A maioria dos iazidis vive no Curdistão iraquiano, nas vizinhanças de Mossul e Sinjar.
O Iarsanismo é praticado no oeste do Irã, principalmente nos arredores de Quermanxá. O Cristianismo e o Judaísmo ainda são praticados por poucos. A rabina Asenath Barzani, que viveu em Mossul de 1590 a 1670, foi uma das primeiras mulheres judias a se tornar rabina.
Atualmente, a maioria dos curdos é oficialmente muçulmana, pertencendo à escola Shafi'i do Islamismo sunita. Práticas místicas e participações em ordens sufistas estão também disseminadas entre os curdos. Há também uma minoria curda que é xiita, vivendo principalmente nas províncias iranianas de Ilam e Kermanshah e no leste do Iraque (curdos feyli). Os alevitas são outra minoria religiosa entre os curdos, encontrados principalmente na Turquia.
Diz-se que os curdos "abraçaram o Islã suavemente", o que significa que sua fé tende a não ser tão assertiva quanto em outras áreas. Uma consequência disso, por exemplo, são as grandes liberdades que gozam as mulheres curdas; elas não cobrem seus rostos, seus hijab são menos restritivos, e elas não se vestem com vestidos pretos como o xador iraniano ou a abaya árabe.

## História
A História dos curdos remonta até cerca de 612 a.C., quando a segunda capital assíria Nínive foi tomada pelos Medos, um povo vindo da Ásia Central, do qual os curdos afirmam-se descendentes. Por volta de 550 a.C., os antigos Medos foram dominados pelos Persas, seu povo vizinho, que fundaram o Império Aquemênida.
Já em 401 a.C., um povo chamado Cardukhi foi mencionado na obra Anábase do general grego Xenofonte, como habitantes da região montanhosa ao norte do rio Tigre, entre a Pérsia e a Mesopotâmia.
O nome Curdistão, de origem persa, significa "Terra dos Curdos" e foi cunhado em 1150 pelo sultão seljúcida Amade Sanjar para designar a parte do Irão ocidental povoada pelos curdos.
Apesar de nunca terem constituído um Estado independente, os curdos desfrutaram de relativa autonomia até 1639. Neste ano, o Curdistão é repartido entre os Impérios Persa e Otomano, pelo Tratado de Zuhab.
Após a Primeira Guerra Mundial, com o desmembramento do Império Otomano, o Tratado de Sèvres delimitou as fronteiras para um Curdistão autônomo, mas foi rejeitado pelos turcos. Em 1923, com o Tratado de Lausanne, parte do Curdistão foi integrada ao Iraque e à Síria, enquanto outras permaneceram para a Turquia e o Irã. Assim, a partir de 1925, a terra dos curdos, conhecida desde o século XII como Curdistão, vê-se dividida entre quatro países.

### Curdos na Turquia
Aproximadamente metade de todos os curdos vivem na Turquia. De acordo com o CIA Factbook, eles representam 18% da população turca ou 14 milhões de pessoas. Eles estão predominantemente distribuídos no sudeste do país.
De 1915 a 1918, os curdos lutaram pelo fim do domínio otomano sobre sua região. Eles foram encorajados pelo apoio de Woodrow Wilson às nacionalidades não turcas do império e submeteram sua reivindicação por independência na Conferência de Paz de Paris de 1919. O Tratado de Sèvres determinou a criação de um estado autônomo curdo em 1920, mas o subsequente Tratado de Lausanne não mencionou os curdos. Em 1925 e 1930 revoltas curdas foram suprimidas através do uso da força.

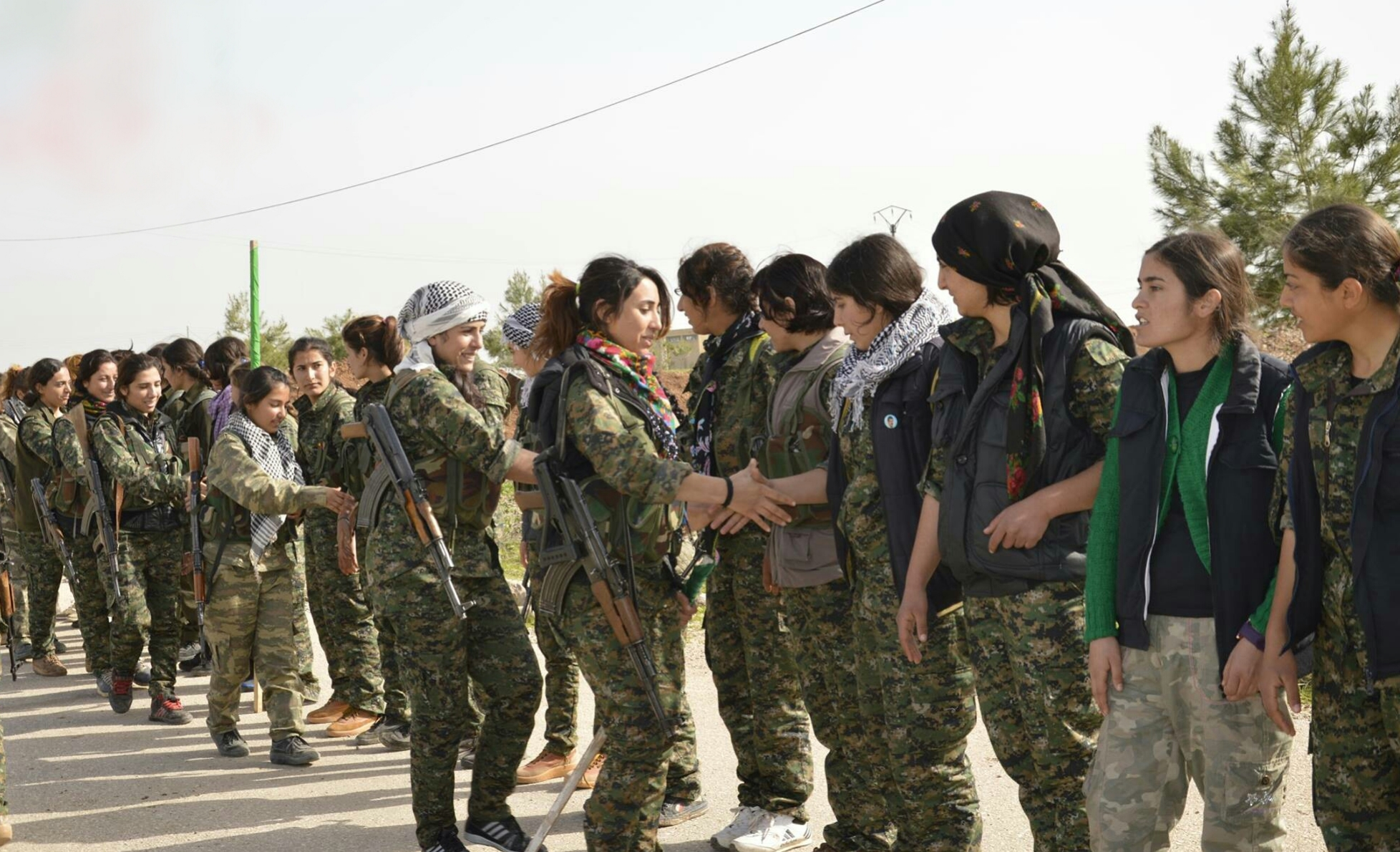
Soldados curdas das Unidades de Proteção das Mulheres se cumprimentam (2014)

Após estes eventos, a existência de grupos étnicos distintos como os curdos na Turquia foi oficialmente negado e qualquer expressão de identidade étnica feita pelos curdos era duramente reprimida. Até 1991, o uso da língua curda — ainda que frequente — era ilegal. Como resultado de reformas influenciadas pela União Europeia, transmissões de televisão e rádio em curdo agora são permitidas, embora com severas restrições de tempo (por exemplo, transmissões de rádio não podem exceder sessenta minutos por dia nem constituir mais que cinco horas semanais, enquanto as transmissões de TV estão sujeitas a restrições maiores). Além disso, a educação em curdo agora é permitida, embora apenas em instituições privadas.
Entre 1984 e 1999, o PKK (Partido dos Trabalhadores do Curdistão) e o exército turco entraram em guerra aberta, e a maior parte do interior do país no sudeste foi despovoada, com os civis curdos sendo deslocados para locais defensáveis como Diyarbakır, Van e Şırnak, assim como para cidades da Turquia ocidental e até mesmo para a Europa ocidental. As causas do despovoamento incluem operações militares e ações políticas do estado turco, a pobreza do sudeste e o combate a clãs opositores pelo PKK. A Human Rights Watch documentou várias ocorrências onde os militares turcos evacuaram vilas com uso de força, destruindo casas e equipamentos para evitar o retorno dos habitantes. Estima-se que 3 mil vilas e aldeias curdas na Turquia foram verdadeiramente varridas do mapa, o que representou o deslocamento de mais de 378 mil pessoas.

### Curdos no Iraque

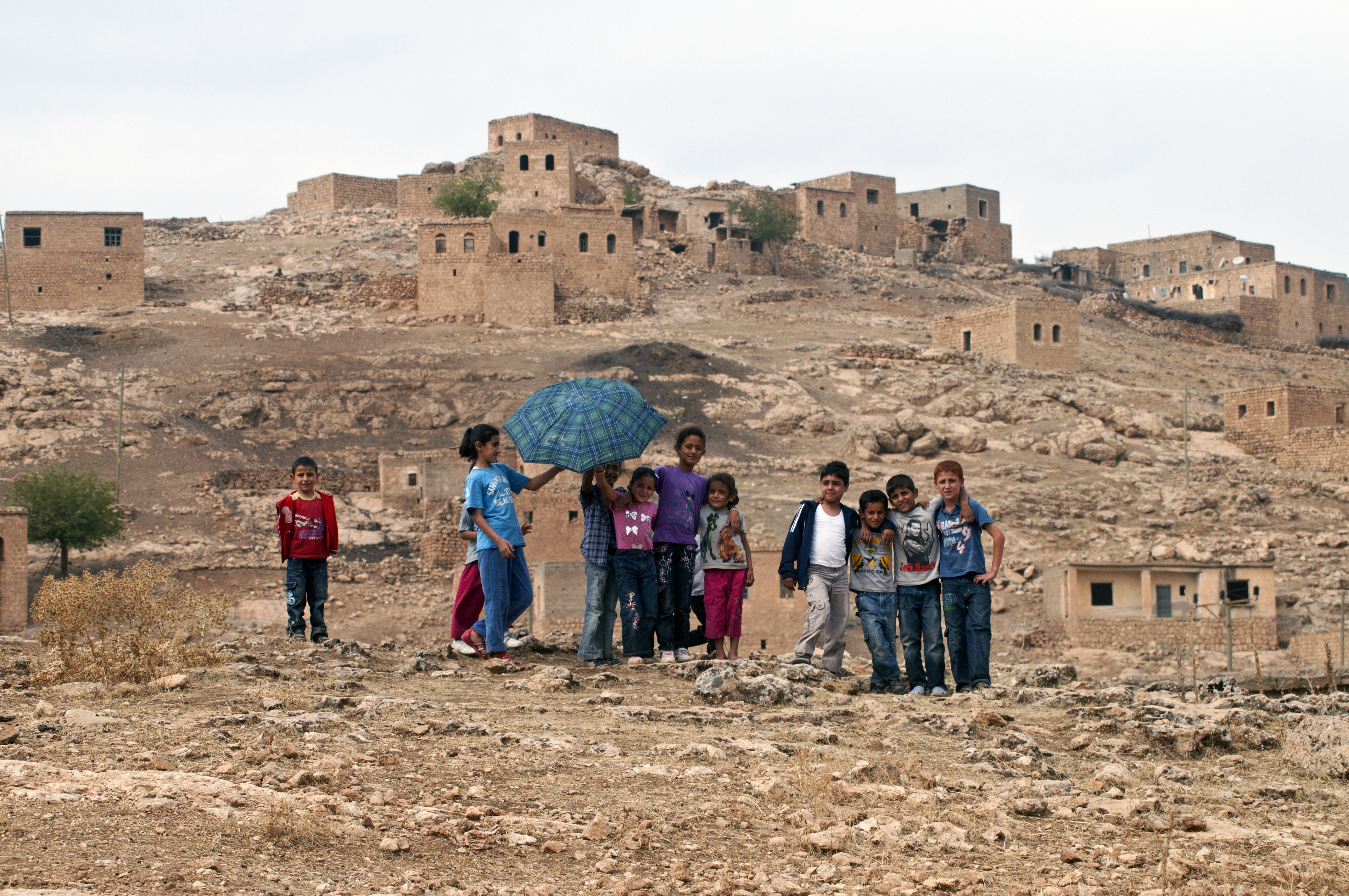
Crianças curdas 2011

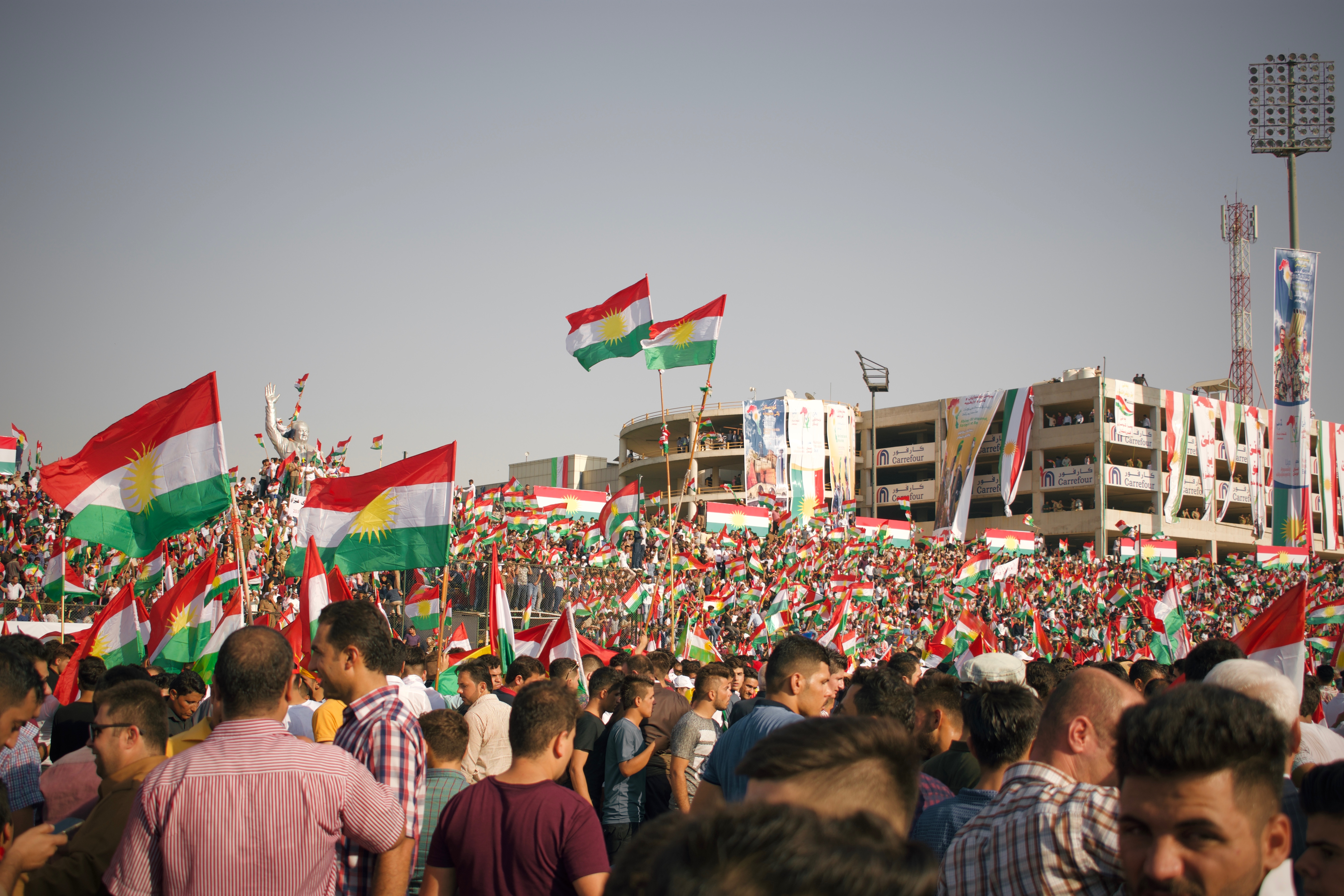
Curdos com bandeiras do Curdistão em referendo independentista (2017)

Os curdos liderados por Mustafa Barzani estiveram em luta contra os sucessivos regimes iraquianos de 1960 a 1975. Em março de 1970, o Iraque anunciou um plano de paz contemplando a autonomia curda. O plano seria implementado em quatro anos. No entanto, ao mesmo tempo, o regime iraquiano iniciou um programa de arabização nas regiões ricas em petróleo de Kirkuk e Khanaqin. O acordo de paz não durou, e em 1974, o governo iraquiano iniciou uma nova ofensiva contra os curdos. Além disso, em março de 1975, Iraque e Irã assinaram o Pacto de Argel, de acordo com o qual o Irã cortava suprimentos para os curdos iraquianos. O Iraque iniciou outra onda de arabização enviando árabes para os campos de petróleo no Curdistão, particularmente aos arredores de Kirkuk. Entre 1975 e 1978, duzentos mil curdos foram deportados para outras regiões do Iraque.
Durante a guerra Irã-Iraque na década de 1980, o regime implementou políticas anticurdos e uma guerra civil de facto eclodiu. O Iraque foi amplamente condenado pela comunidade internacional, mas nunca foi seriamente punido pelos meios opressivos que utilizou tais como assassinato em massa de centenas de milhares de civis, a destruição generalizada de milhares de aldeias e a deportação de milhares de curdos para o sul e o centro do Iraque. A campanha do governo iraquiano contra os curdos em 1988 foi chamada Anfal ("Pilhagem de Guerra"). Os ataques Anfal levaram à destruição duas mil aldeias e entre 50 e 100 mil curdos foram mortos.
Após o levante curdo de 1991 (em curdo: Raperîn) liderado pela União Patriótica do Curdistão (UPC) e pelo Partido Democrático do Curdistão (PDC), tropas iraquianas recapturaram as regiões curdas e centenas de milhares de curdos fugiram pelas fronteiras. A violência começou a cessar apenas em 1991, quando uma "zona de exclusão aérea" foi estabelecida pelo Conselho de Segurança da ONU, o que facilitou o retorno de refugiados, e o Curdistão iraquiano obteve uma autonomia de facto.
A situação atual é baseada em certa autonomia desse povo e pela perseguição que essa população vem sofrendo, não mais por parte do Estado, mas por parte de grupos jihadistas, como o ISIS. A autonomia é legitimada pela constituição de 2005, que estabeleceu a região autônoma do Curdistão ao norte do país.

### Curdos no Irã
Os curdos constituem aproximadamente 7% da população total do Irã. Alguns curdos iranianos têm resistido aos esforços do governo iraniano, tanto antes quanto depois da revolução de 1979, para assimilá-los na vida nacional. Junto com os curdos de regiões no Iraque e na Turquia, há movimentos separatistas que apoiam a ideia de se estabelecer um estado independente curdo.
Em 1946, a República de Mahabad apoiada pelos soviéticos foi estabelecida no Curdistão iraniano como parte de uma série de estados fantoches soviéticos, mas que durou apenas onze meses. Piranshahr e Mahabad formam a região de Mukriyan.
Lutas intensas ocorreram entre os curdos e o estado iraniano entre 1979 e 1982. Em agosto de 1979, Ruhollah Khomeini declarou uma "guerra santa" contra os curdos. Uma fotografia de um pelotão de fuzilamento da Guarda Revolucionária executando prisioneiros curdos próximo a Sanandaj ganhou fama internacional e venceu o Prêmio Pulitzer em 1980. O Corpo de Guarda da Revolução Islâmica atacou as regiões curdas para restabelecer o controle do governo iraniano; como resultado, cerca de dez mil curdos foram mortos. Desde 1983, o governo iraniano mantém o controle sobre todas as áreas habitadas pelos curdos.
No Irã, os curdos expressam sua identidade cultural livremente, mas os direitos de governo e auto-administração são negados. Da mesma forma, membros de qualquer partido político não governamental no Curdistão iraniano podem sofrer com perseguições, aprisionamento ou até mesmo a morte. Muitos ativistas de direitos humanos curdos têm sido ameaçados pelas autoridades iranianas por causa de seu trabalho.

### Curdos na Síria
Os curdos são cerca de 15% da população da Síria, o que corresponde a cerca de 1,9 milhão de pessoas. Isto faz deles a maior minoria étnica no país. Eles estão majoritariamente concentrados no nordeste e no norte, mas há também populações curdas significativas em Alepo e Damasco. Eles falam com frequência curdo em público, a menos que todos os presentes não o façam. Os ativistas de direitos humanos curdos são maltratados e perseguidos. Nenhum partido político é permitido a qualquer grupo, curdo ou não.
As técnicas usadas para suprimir a identidade étnica dos curdos na Síria incluem várias proibições do uso da língua curda, recusa em registrar crianças com nomes curdos, substituição de nomes de lugares curdos com novos nomes em árabe, proibição de negócios que não tenham nomes árabes, proibição de escolas privadas curdas e proibição de livros e outros materiais escritos em curdo. Com o direito à nacionalidade síria negado, cerca de trezentos mil curdos são privados de quaisquer direitos sociais, violando-se assim as leis internacionais. Como consequência, estes curdos estão efetivamente de mãos atadas dentro da Síria.
Em 12 de março de 2004, em um estádio em Qamishli (cidade majoritariamente curda no nordeste da Síria), eclodiram confrontos entre curdos e sírios que duraram vários dias. Pelo menos trinta pessoas foram mortas e mais de cento e sessenta feridas. O distúrbio se espalhou para outras cidades curdas ao longo da fronteira com a Turquia, e em seguida para Damasco e Alepo. Em fevereiro de 2006, no entanto, fontes relataram que que a Síria então estava planejando conceder cidadania aos curdos.

### Curdos na Armênia
Entre as décadas de 1930 e 1980, a Armênia fez parte da União Soviética e os curdos, como outros grupos étnicos, tinham o estatuto de minoria protegida. Aos curdos armênios era permitido ter seu próprio jornal patrocinado pelo estado, transmissões de rádio e eventos culturais.
Durante o conflito no Alto Carabaque, muitos curdos não iazidis foram forçados a deixar suas casas. Com o fim da União Soviética, os curdos na Armênia foram alijados de seus privilégios culturais e a maioria fugiu para a Rússia ou para a Europa Ocidental.

### Curdos no Azerbaijão
Em 1920, as duas áreas habitadas por curdos, Jewanchir (capital Kalbajar) e Zangazur oriental (capital Lachin), foram unificadas pelo governo soviético para formar o Curdistão Vermelho. O período de existência da unidade administrativa curda foi breve e não durou após 1929.
Os curdos, subsequentemente, enfrentaram muitas medidas repressivas no Azerbaijão, inclusive deportações. Como resultado do conflito no Alto Carabaque, muitas regiões curdas foram destruídas e mais de 150 000 curdos foram deportados desde 1988. Atualmente, existem apenas cerca de 6 100 curdos no Azerbaijão, segundo o censo de 2009.

### Governos curdos modernos
- Reino do Curdistão (1922-1924)
- República de Ararate (1927-1931)
- República de Mahabad (1946)
- Curdistão iraquiano (desde 1991)